# Bodianus macrourus
Bodianus macrourus (Lacépède, 1801) è un pesce di acqua salata appartenente alla famiglia Labridae.

## Etimologia
L'epiteto specifico deriva da makros (lungo) e oura (coda).

## Distribuzione e habitat
Il suo areale noto è ristretto: proviene dalle barriere coralline delle Mauritius e di Riunione, nell'oceano Indiano. È stato segnalato alle Seychelles e sulle coste del Mozambico, ma queste segnalazioni potrebbero essere dovute a confusione con specie simili. Nuota tra i 10 e i 40 m di profondità; predilige zone con substrato sabbioso.

## Descrizione
Presenta un corpo compresso lateralmente, piuttosto allungato e mediamente alto, con la testa appuntita. La pinna caudale non è biforcuta. Non supera i 32 cm.
La colorazione dell'adulto non è molto appariscente: è striato orizzontalmente di marrone-rossastro e azzurro chiaro, più intensamente sul dorso, con l'eccezione di una fascia verticale nera che copre la seconda metà del corpo, parte della pinna dorsale e parte del peduncolo caudale. Il resto di questo e la pinna caudale sono bianchi, le altre pinne sono marroni. Con l'età, le pinne pelviche si scuriscono e la pinna caudale assume una colorazione rosata.
È molto somigliante ai congeneri B. loxozonus (da cui si distingue per la forma della fascia nera, sempre verticale e mai coprente la pinna anale), B. perditio e B. bilunulatus (dai quali si distingue per la presenza di scaglie sulla mandibola).

## Riproduzione
È oviparo e non ci sono cure nei confronti delle uova.

## Conservazione
Questa specie è stata classificata come "a rischio minimo" (LC) dalla lista rossa IUCN perché non sembra essere minacciata da particolari pericoli, anche se i dati disponibili sulla pesca sono pochi.